# Distrito de Oborniki
Oborniki (polaco: powiat obornicki) es un distrito (powiat) del voivodato de Gran Polonia (Polonia). Fue constituido el 1 de enero de 1999 como resultado de la reforma del gobierno local de Polonia aprobada el año anterior. Limita con otros cinco distritos de Gran Polonia: al norte con Czarnków-Trzcianka y Chodzież, al este con Wągrowiec, al sur con Poznań y al oeste con Szamotuły; y está dividido en tres municipios (gmina): dos urbano-rurales (Oborniki y Rogoźno) y uno rural (Ryczywół). En 2011, según el Oficina Central de Estadística polaca, el distrito tenía una superficie de 711,04 km² y una población de 57 430 habitantes.